# Élections régionales nigérianes de 2007
Les élections des gouverneurs et des parlements régionaux des 36 États du pays se sont déroulées au Nigeria le samedi 14 avril 2007. Elles se sont déroulées dans un climat de tension. De nombreux actes de violences ont émaillées la journée faisant au mois 21 morts.
De nombreuses irrégularités et fraudes ont été observées. Une coalition de défenseurs des droits civils, de syndicats et d'ONG, ont rejeté les résultats dans dix États : État d'Anambra, État d'Adamawa, État de Delta, État d'Edo, État d'Enugu, État de Kogi, État de Nassarawa, État d'Ogun, État d'Ondo et État de Rivers. Selon un porte-parole de la coalition, Innocent Chukwuma, la Commission nationale électorale (Inec) a biaisé les résultats en faveur du parti au pouvoir, le Parti démocratique du peuple. Les observateurs de l’Union européenne ont exprimé de « sérieuses inquiétudes » sur la sincérité du scrutin.
Le 17 avril, 18 parts de l’opposition ont exigé l'annulation des élections sous peine de ne pas participer aux scrutins présidentiel et législatifs qui doivent se dérouler le samedi suivant, le 21 avril 2007.